# Chris Columbus
Christopher Columbus (sinh ngày 10 tháng 9 năm 1958) là nhà làm phim và đạo diễn người Mỹ gốc Ý và Séc. Ông nổi tiếng với sự thành công của những bộ phim như Home alone (1990), Home alone 2: Lost in New York (1992); Harry Potter và Hòn đá phù thủy (2001), và, Harry Potter và Phòng chứa bí mật (2002).

## Những bộ phim có ông tham gia
- Percy Jackson & the Olympians: The Lightning Thief (đạo diễn)
- Rent (2005) (Đạo diễn)
- Fantastic Four (Giám đốc điều hành)
- Harry Potter và Tên tù nhân ngục Azkaban (2004) (nhà sản xuất)
- Harry Potter và Phòng chứa bí mật (2002) (đạo diễn)
- Harry Potter và Hòn đá Phù thủy (2001) (đạo diễn)
- Bicentennial Man (1999) (nhà sản xuất, đạo diễn)
- Stepmom (1998) (nhà sản xuất, đạo diễn)
- Jingle All the Way (1996) (nhà sản xuất)
- Nine Months (1995) (nhà sản xuất, đạo diễn, kịch bản)
- Mrs. Doubtfire (1993) (đạo diễn)
- Home Alone 2: Lost in New York (1992) (đạo diễn)
- Only the Lonely (1991) (đạo diễn, kịch bản)
- Ở nhà một mình (1990) (đạo diễn)
- Adventures in Babysitting (1987) (đạo diễn)
- Young Sherlock Holmes (1985) (kịch bản)
- The Goonies (1985) (kịch bản)
- Gremlins (1984) (kịch bản)